# Dichomera rhamnicola
Dichomera rhamnicola är en svampart som först beskrevs av Mordecai Cubitt Cooke, och fick sitt nu gällande namn av B. Sutton & Dyko 1989. Dichomera rhamnicola ingår i släktet Dichomera och familjen Botryosphaeriaceae.   Inga underarter finns listade i Catalogue of Life.